# FIBAバスケットボール・ワールドカップ
FIBAバスケットボール・ワールドカップ（FIBA Basketball World Cup）は、4年に一度に開催されるFIBA（国際バスケットボール連盟）主催の男子の世界選手権大会の一つ。2010年大会まではバスケットボール世界選手権（FIBA World Championship）という名前だった。2014年大会から現在のようなワールドカップという名称に変わった。優勝国にはネイスミス・トロフィーが贈られる。

## 競技方式

### 出場枠
出場国の数は何度も変更が行われているが、現在世界選手権に出場できるのは全部で32か国であり、オリンピックの12か国を規模で上回る。開催国と、各大陸における予選を勝ち抜いた上位チームが出場することができる。出場できるチームの数の各大陸の内訳はFIBAランキングを元に決定される。
2023年大会の出場枠は以下の通り。
- 開催国 - 130カ国
- アメリカ予選 - 7か国
- アフリカ予選 - 5か国
- ヨーロッパ予選 - 12か国
- アジア・オセアニア予選 - 8か国

### 試合方式
1次リーグで32チームが8組に分かれ、各組2位までの16チームが2次リーグへ。さらに上位2チームが準々決勝に進む（2019年大会）。勝ち点は勝ち2、負け1。

## 歴代大会結果
| 1950 | アルゼンチン · (ブエノスアイレス)                  | · アルゼンチン   | 64–50        | · アメリカ       | · チリ           | 51–40          | · ブラジル         | 10 |
| 1954 | ブラジル · (リオデジャネイロ)                      | · アメリカ       | 62–41        | · ブラジル       | · フィリピン     | 66–60          | · フランス         | 12 |
| 1959 | チリ · (サンティアゴ)                              | · ブラジル       | 81–67        | · アメリカ       | · チリ           | 86–85 延長戦   | · 台湾             | 13 |
| 1963 | ブラジル · (リオデジャネイロ)                      | · ブラジル       | 90–71        | · ユーゴスラビア | · ソビエト連邦   | 69–67          | · アメリカ         | 13 |
| 1967 | ウルグアイ · (モンテビデオ)                        | · ソビエト連邦   | 71–59        | · ユーゴスラビア | · ブラジル       | 80–71          | · アメリカ         | 13 |
| 1970 | ユーゴスラビア · (リュブリャナ)                    | · ユーゴスラビア | 80–55        | · ブラジル       | · ソビエト連邦   | 62–58          | · イタリア         | 13 |
| 1974 | プエルトリコ · (サンフアン)                        | · ソビエト連邦   | 82–79        | · ユーゴスラビア | · アメリカ       | 83–70          | · キューバ         | 14 |
| 1978 | フィリピン · (マニラ首都圏)                        | · ユーゴスラビア | 82–81 延長戦 | · ソビエト連邦   | · ブラジル       | 86–85          | · イタリア         | 14 |
| 1982 | コロンビア · (サンティアゴ・デ・カリ)              | · ソビエト連邦   | 95–94        | · アメリカ       | · ユーゴスラビア | 119–117        | · スペイン         | 13 |
| 1986 | スペイン · (マドリード)                            | · アメリカ       | 87–85        | · ソビエト連邦   | · ユーゴスラビア | 117–91         | · ブラジル         | 24 |
| 1990 | アルゼンチン · (ブエノスアイレス)                  | · ユーゴスラビア | 92–75        | · ソビエト連邦   | · アメリカ       | 107–105 延長戦 | · プエルトリコ     | 16 |
| 1994 | カナダ · (トロント)                                | · アメリカ       | 137–91       | · ロシア         | · クロアチア     | 78–60          | · ギリシャ         | 16 |
| 1998 | ギリシャ · (アテネ)                                | · ユーゴスラビア | 64–62        | · ロシア         | · アメリカ       | 84–61          | · ギリシャ         | 16 |
| 2002 | アメリカ · (インディアナポリス)                    | · ユーゴスラビア | 84–77 延長戦 | · アルゼンチン   | · ドイツ         | 117–94         | · ニュージーランド | 16 |
| 2006 | 日本 · (さいたま市)                                | · スペイン       | 70–47        | · ギリシャ       | · アメリカ       | 96–81          | · アルゼンチン     | 24 |
| 2010 | トルコ · (イスタンブール)                          | · アメリカ       | 81–64        | · トルコ         | · リトアニア     | 99–88          | · セルビア         | 24 |
| 2014 | スペイン · (マドリード)                            | · アメリカ       | 129–92       | · セルビア       | · フランス       | 95–93          | · リトアニア       | 24 |
| 2019 | 中国 · (北京市)                                    | · スペイン       | 95–75        | · アルゼンチン   | · フランス       | 67–59          | · オーストラリア   | 32 |
| 2023 | フィリピン 日本 、 インドネシア、 · (マニラ首都圏) | · ドイツ         | 83–77        | · セルビア       | · カナダ         | 127–118 延長戦 | · アメリカ         | 32 |
| 2027 | カタール · (ルサイル)                              |                  |              |                  |                  |                |                    | 32 |

## 歴代MVP
| 年     | 受賞者                 |
| ------ | ---------------------- |
| 1950年 | オスカー・ファーロング |
| 1954年 | Kirby Minter           |
| 1959年 | Wlamir Marques         |
| 1963年 | Amaury Pasos           |
| 1967年 | Ivo Daneu              |
| 1970年 | Sergei Belov           |
| 1974年 | Dragan Kicanovic       |
| 1978年 | Drazen Dalipagic       |
| 1982年 | Rolando Frazer         |
| 1986年 | ドラゼン・ペトロビッチ |
| 1990年 | トニー・クーコッチ     |
| 1994年 | シャキール・オニール   |
| 1998年 | デヤン・ボディロガ     |
| 2002年 | ダーク・ノヴィツキー   |
| 2006年 | パウ・ガソル           |
| 2010年 | ケビン・デュラント     |
| 2014年 | カイリー・アービング   |
| 2019年 | リッキー・ルビオ       |
| 2023年 | デニス・シュルーダー   |

## 日本における放送体制
- 日本が出場した1998年大会はWOWOWで中継が行われた。
- 2006年日本大会は地上波にはTBSテレビからJNN系列独占放送で日本戦を、またCS衛星放送・スカイパーフェクTV!（パーフェクト・チョイスでの無料放送）では全試合を放映した。
- 2010年トルコ大会は2011年までのFIBA主催試合中継権を獲得したJ SPORTSが中継。
- 2013年から4年契約でフジテレビが放送権を取得。フジテレビNEXTで中継。2017年にはさらに4年間契約更新。
- 2019年大会はDAZNで予選大会も含め全試合を中継し、日本代表戦はBSフジでも中継された。
- 2023年大会は前回に引き続きDAZNで全試合を中継するほか、日本テレビとテレビ朝日、バスケットLIVEも放映権を獲得した[3][4]。日本テレビが放映権を獲得している沖縄県での開催分は、NHK沖縄放送局（自主製作）[注 1]もローカル放送を前提に放映権を獲得した[4][5]。